# りら創造芸術高等学校
りら創造芸術高等学校（りらそうぞうげいじゅつこうとうがっこう）は、和歌山県海草郡紀美野町真国宮56に所在する私立高等学校。学校法人りら創造芸術学園が運営している。2016年（平成28年）4月に、高等専修学校のりら創造芸術高等専修学校から改組したものである。

## 概要
ジャズダンス指導や舞台発表に取り組む「ダンスアートカンパニーアルカ」を主宰して舞台活動を続ける傍ら、和歌山県橋本市の学校法人きのくに子どもの村学園で舞台芸術の講師を勤めていた山上範子が理想の教育を目指し、廃校となった紀美野町立真国小学校の施設を利用して、地元自治体や地域住民の協力により設立した。

## 学校名の由来
芸術・音楽の星、こと座（琴座、Lyra）に由来する。紀美野町はみさと天文台が設置されているほど星がきれいな土地であり、その地で宇宙とのつながりを感じ、自然あふれる環境の中で芸術作品を創造していく喜びを感じてもらいたい、という想いが込められている。

## 沿革
- 2007年 - 前身となる「りら創造芸術高等専修学校」が開校。校舎は廃校となった小学校を再利用したもの[3][4]。
- 2009年11月 - 和歌山電鐵貴志川線の電車内で能楽を公演（世界初）
- 2009年11月 - 数十カ国の民族が集まり音楽や舞踊、食を通して相互理解を深める祭典世界民族祭の第一回を開催。
- 2010年2月 - 後継者不足から途絶えていた地元の伝統芸能『真国御田の舞』を生徒が復活させ奉納公演
- 2010年3月 - 第1期生卒業
- 2010年9月 - 和歌山県友好団の一員としてトルコを訪問。メルシン市にて舞台発表
- 2010年10月 - 和歌山電鐵貴志川線の電車内でタップダンスを公演（世界初）
- 2012年10月 - 平成24年度文化庁主催「地域発・文化芸術創造発信イニシアチブ」事業 高校生優秀文化団体国際大会派遣事業としてオーストリア国グラーツ市の世界遺産、エッゲンベルク城にて舞台発表
- 2013年1月 - 和歌山県や紀美野町が主催となった児童虐待防止啓発をテーマとした演劇「Mother Wasn't Wanted」を公演
- 2015年7月 - 和歌山県が「りら創造芸術高等学校」の設置を認可。
- 2016年4月 - りら創造芸術高等専修学校を廃止し、りら創造芸術高等学校へ移行。

## 設置課程
- 全日制課程

## 特徴
- 歌/舞踊/演劇/楽器/舞台技術/染色/陶芸/美術/映像（動画）/写真/文芸等、多彩な芸術表現が学べる。
- 各分野のプロや現役アーティストが特別講師を担当し実践的教育を行う。
- 県外など遠方からの生徒に向けて学校の寮がある。

## 交通アクセス
- 西日本旅客鉄道紀勢本線海南駅から車・タクシーで約35分
- 西日本旅客鉄道和歌山線岩出駅から車・タクシーで約35分
- 和歌山電鐵貴志川線貴志駅から車・タクシーで約15分

※スクールバスあり。

## 姉妹協力校
- きのくに国際高等専修学校